# Port de Caraquet
Vous lisez un « bon article » labellisé en 2008.
Le port de Caraquet (aussi appelé quai de Caraquet ou encore quai des Young) est un quartier de la ville de Caraquet, au Nouveau-Brunswick (Canada). Utilisé depuis plus de deux siècles, le port est au centre de l'économie et de l'histoire de la région. C'est l'un des principaux ports de pêche de la province. Le port est également, de nos jours, l'une des principales attractions touristiques de la région ainsi qu'un centre culturel.

## Situation

Le port est situé à l'est du centre-ville.

La ville de Caraquet est construite sur un plateau bordant la baie de Caraquet qui communique à l'est avec la baie des Chaleurs. La majeure partie du littoral est composé de pentes ou de falaises atteignant par endroits une quinzaine de mètres de haut. Seuls quelques endroits sont accessibles par la mer, principalement où la Petite Rivière Caraquet et les ruisseaux à Brideau et à Chenard se déversent dans la baie. La mince bande de basses terres située entre ces deux derniers était donc un endroit de choix pour construire un port, d'autant plus que c'est l'un des premiers endroits accessibles après le fleuve Népisguit, à une cinquantaine de kilomètres à l'ouest, les Caps empêchant tout accès sur une bonne partie de la côte.
Le boulevard Saint-Pierre, la route 11, passe à côté du port. À l'ouest, l'avenue du Carrefour relie les différentes installations jusqu'à l'est, où elle rejoint la rue du Quai.

## Histoire

### Origines
La situation particulière du lieu fait qu'il est utilisé depuis des siècles. Les Micmacs se servirent de l'endroit comme raccourci pour se rendre de la baie des Chaleurs à la baie Saint-Simon et y avaient un campement. Les Vikings seraient les premiers Européens à avoir visité la région, au XIe siècle, mais des pêcheurs basques, bretons et normands y venaient fréquemment à partir du XIIIe siècle. Des marchands de Bordeaux établirent un poste de pêche à Miscou en 1619, et à la même époque, le gouverneur Nicolas Denys faisait du commerce dans la région. Quatre familles bretonnes et normandes, dont celle de Gabriel Giraud, s'établirent à Caraquet à partir des années 1720. Giraud vivait plus loin à l'est, mais se servaient probablement de l'endroit, car Gamaliel Smethurst, dans son périple vers le fort Beauséjour, le rencontra là un matin de novembre 1761. Un village centré sur le port se développa à partir de 1757. La population dut s'exiler en 1761 à la suite du raid de Roderick MacKenzie, mais revint graduellement quelques années plus tard. En effet, Raymond Bourdages, de Bonaventure, exploitait un poste de pêche à Caraquet à partir de 1762. En 1776, durant la Révolution américaine, des corsaires américains attaquèrent les marchands de la baie des Chaleurs, dont le poste de Bourdages à Caraquet. Le 22 mars 1779, John Allan souleva les Micmacs de la côte et 16 des leurs attaquèrent le port de Caraquet,.

### Contrôle de la pêche
Jusqu'au début du XIXe siècle, l'industrie de la pêche était peu développée, étant pratiquée avec l'agriculture pour la subsistance. La compagnie jersiaise, Robin, Jones & Whitman, construisit un port à la pointe à Brideau en 1838. Cette entreprise prit de l'expansion jusqu'en 1875 où ses installations comptaient un quai et plus de vingt édifices. Le marchand d'origine anglaise, Robert Young, construisit un autre port en 1850, celui-là à l'embouchure du ruisseau à Chenard. Ils possédaient également des magasins et autres édifices situés sur le boulevard Saint-Pierre, juste en haut du port. Ceux-ci contrôlèrent l'économie et la politique de la ville pendant quelques décennies,.

Le port au centre de l'affaire Louis Mailloux.

Le port joua un rôle central durant les émeutes de janvier 1875, au point fort de ce qui allait devenir l'affaire Louis Mailloux. Les pêcheurs de Caraquet étaient alors très appauvris par la méthode de paiement des compagnies qui les payaient avec des jetons pouvant seulement être échangés à leurs magasins. Les compagnies donnaient uniquement de quoi survivre au pêcheur et pas assez pour s'émanciper. Cette situation, mêlée à différentes manigances et au mécontentement causé par la loi 87 votée en 1871 et qui visait à réformer l'éducation, causa un soulèvement d'une partie de la population. Le 15 janvier, une foule en colère se rendit au magasin et à la résidence de Robert Young dans l'est du port, en haut des falaises. Ce dernier étant alors à Fredericton, ils terrifièrent sa femme qui envoya un télégramme à son mari, l'avertissant qu'ils veulent le tuer et brûler les comptes et hypothèques. À la suite de cet événement, Robert Young fit venir la police et l'armée à Caraquet pour mater l'émeute. Les 14 personnes arrêtées après la fusillade du 27 janvier furent emprisonnées dans le même magasin.

### Nouveaux marchés et technologies

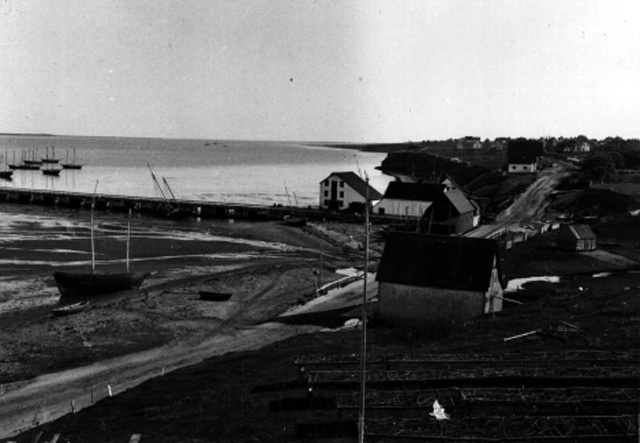
Les installations de la compagnie Young peu après leur rachat, en 1905.

À partir des années 1870, le port de Caraquet fut aussi utilisé pour exporter le bois vers l'Angleterre. D'autres marchandises furent expédiées, principalement du poisson. Les marchandises importées étaient surtout le sel. La présence d'un consulat de Norvège à Caraquet au XIXe siècle témoignait de l'importance du commerce. Des paquebots accostaient de temps à autre au port.
À partir de la fin du XIXe siècle, la réfrigération révolutionna la pêche et le commerce du poisson.  Le gouvernement fédéral créa un programme d'aide pour l'implantation de glacières à boëtte. La Fishermen's Bait Association de Caraquet, le premier groupe du genre dans la province, fut incorporée en 1903 et le premier entrepôt frigorifique du port est construit en 1906.
Une usine fut construite en 1939 par la compagnie américaine Gorton Pew du côté sud du boulevard, en face du quai Young. Cette compagnie allait représenter un autre débouché pour les produits de la pêche. Elle apprêtait surtout des filets congelés de morue ou de sole, et plus tard surtout de la crevette et du hareng.
Le gouvernement fédéral acheta le port de la compagnie Young en 1902. Les installations furent améliorées en 1905. À la même époque, une extension de la ligne Caraquet fut construite par le Canadien National, passant par le vallon du ruisseau à Chenard jusqu'au boulevard. Cette extension avait été proposée dès 1908 par le député Onésiphore Turgeon, mais n'avait pas porté fruit.

### Transformation

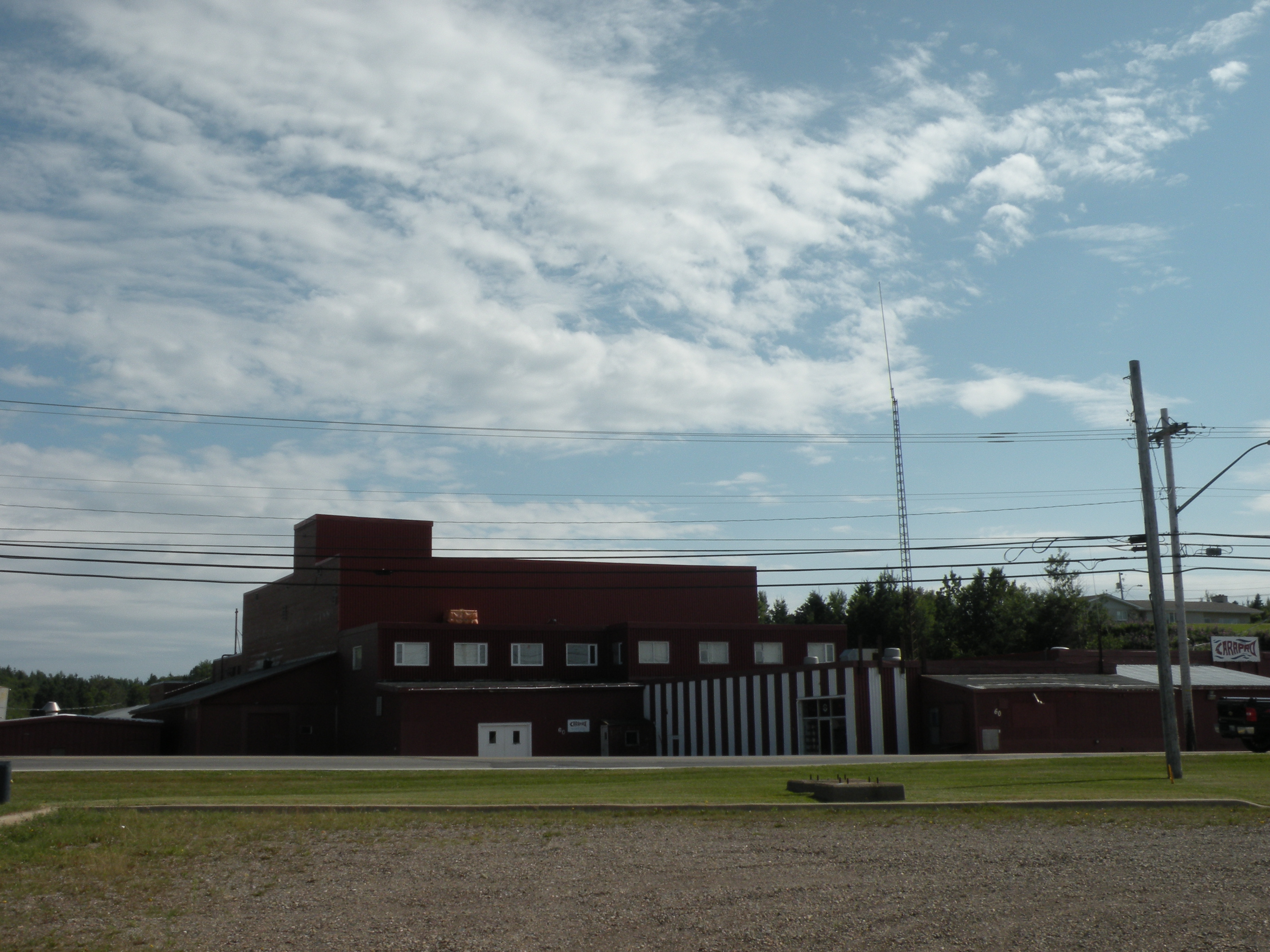
L'usine Carapro.

La concurrence nuisit à la Compagnie Robin, Jones & Whitman et ses installations furent abandonnées en 1958. Le port subit de profondes transformations à partir de cette date, en particulier au lieu-dit du Marais situé entre les deux quais. Fondée en 1959, l'École des pêches emménagea quatre ans plus tard dans ses nouveaux bâtiments du port. L'hôpital L'Enfant-Jésus ouvrit ses portes la même année, sur le site de la résidence du gérant de la compagnie Robin. Cette dernière est déplacée et sert de résidence pour les Religieuses hospitalières de Saint-Joseph jusqu'à sa démolition dans les années 1980. Le Musée acadien de Caraquet emménagea dans son nouvel édifice le 26 août 1967. L'usine de textiles Cirtex fut construite en 1974. Elle ferma après une longue grève mais marqua une nouvelle fois une baisse dans l'importance économique de la pêche. En 1978, un entrepôt frigorifique fut construit à Bas-Caraquet. Il brûla mystérieusement peu après son ouverture et fut reconstruit au port de Caraquet. En 1990, des travaux de remblaiement permirent d'assécher le Marais et de gagner des terres sur la mer, pour la construction d'un port de plaisance, du complexe récréotouristique du Carrefour de la Mer et d'une promenade sur des jetées. Les réservoirs de produits pétroliers de la compagnie Irving Oil se dressant sur une falaise en haut du port furent détruits durant la même décennie. À la suite de la crise du crabe des années 1980 et du moratoire sur la pêche à la morue en 1992, le gouvernement fédéral créa la Stratégie du poisson de fond de l'Atlantique, un programme d'aide de 1,5 milliard $ sur cinq ans pour aider à en contrer les conséquences économiques. Un centre Extravacances fut construit en 1997 pour un coût de 300 000$, provenant de ce programme. Un projet de chalets dans les environs de l'école des Pêches est proposé en 1998. En 2003, l'usine Carapro, l'ancienne Gorton Pew, ferma ses portes. Voulant profiter du décor maritime de la ville, la société américaine Super 8 a construit un hôtel de 50 chambres en 2003. Ces travaux se sont révélés difficiles à cause des vestiges des installations de la Compagnie Robin enterrés durant la construction du Carrefour de la Mer,. Le ruisseau à Chenard a débordé en 2007, ce qui a inondé l'usine Carapro, détruisant le matériel de la poissonnerie. Un édifice comprenant une usine de transformation de poisson, une poissonnerie et un restaurant a été inauguré en 2010. L'ancien magasin de la Compagnie Robin est démoli en 2012 pour laisser place à une épicerie.

## Gestion et services
De 1937 à 1961, la Chambre de Commerce de Caraquet reçut le contrôle du port. Après 1961, la municipalité gérait conjointement le port avec la Chambre de Commerce. En 1967, le port perdit son statut commercial. Après l'envoi en 1986 d'une délégation à Ottawa pour y rencontrer le ministre Tom Siddon, le Comité du Port de Caraquet Inc. fut créé le 8 décembre 1987. C'était le second du genre au Canada. Ses fondateurs sont Germain Blanchard, Gérard Saint-Cyr, Roméo Michon, Claude Lebouthillier, Martin J. Légère et Valmond Chiasson. Il est composé de membres du conseil municipal, de la chambre de commerce, de pêcheurs et de propriétaires d'entreprises reliées au port. Le Comité a servi de modèle à plusieurs autres villes portuaires. Il est lauréat du prix national d'excellence 2008 du Programme des ports pour petits bateaux.
Le Comité du port de Caraquet ainsi que les entreprises locales offrent la plupart des services nécessaires, que ce soit pour l'achat ou la réparation du matériel, l'approvisionnement ou le nettoyage. Un chantier naval est situé dans le village limitrophe de Bas-Caraquet. La navigation et le sauvetage sont assurés par la station maritime de la garde côtière à Shippagan, appuyée par la brigade des pompiers volontaires de Caraquet—Bas-Caraquet.

## Éléments du port

### Bassins et quais

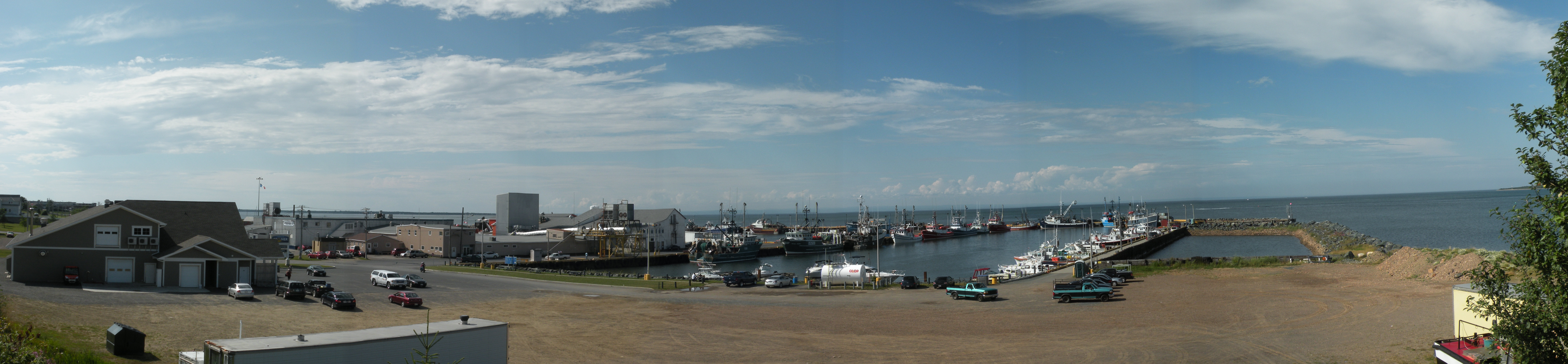
Panorama des quais et des usines.

Panorama de la partie récréo-touristique du port.

Le port de pêche comporte trois bassins, numérotés de 1 à 3. Il comporte un quai central principal en forme de « T ». Sa façade d'amarrage est longue de 260 mètres. Le quai ouest, long de 85 mètres, forme le bassin #2 tandis que le quai est forme le bassin #3. Le bassin #3 est doté d'un poste d'approvisionnement en carburant. Le port peut accueillir des bateaux mesurant jusqu'à 135 mètres de long, et ayant un tirant d'eau jusqu'à 6,22 mètres.
Dans le bassin #1, à l'ouest, se trouve le port de plaisance, qui comporte deux quais et une rampe de mise à l'eau. Il y a un autre bassin encore plus à l'ouest qui comporte un seul quai où est amarré le Jos-Frédéric.
Une promenade sur les jetées offre un point de vue sur le port, la ville, la baie et la Gaspésie.

### Bâtiments
Au centre du port de pêche se trouvent les usines de transformation de poisson des industries Belle-Baie et de la compagnie japonaise Ichiboshi, spécialisée dans le crabe. Il y a également une usine de glace. À côté du quai ouest se trouve la capitainerie.
L'édifice Carapro est maintenant abandonné.
Le port est aussi un haut lieu de la culture caraquetoise. On y retrouve l'École des pêches du Nouveau-Brunswick, un établissement offrant des formations reliées à la pêche et à la navigation. Le CCNB-Péninsule acadienne y donne aussi certains autres cours professionnels ou formations aux adultes. Il y a également une piscine intérieure ouverte au public. Le Musée acadien de Caraquet expose des objets variés sur l'histoire de la région. Le Théâtre populaire d'Acadie présente certaines de ses œuvres à la Boîte-Théâtre. Le Bot'à Chanson est une attraction particulière. Accosté dans la marina, le Jos-Frédéric est une salle de spectacle flottante où l'on peut assister à un concert du musicien Donat Lacroix. Le Carrefour de la Mer est un complexe récréo-touristique. Il comprend une grande salle de spectacle avec scène intérieure et extérieure, un restaurant, une cantine, une boutique de souvenirs, une savonnerie artisanale et un centre d'information touristique (le centre Extravacance).
Sur le boulevard Saint-Pierre, en haut de la pente au sud du port, se trouvent des commerces et quelques dizaines de résidences. Sur la rue des Robin se trouve un bureau de Pêches et Océans Canada. Un bâtiment intéressant, au numéro 26 de la même rue, est la maison du Capitaine Albert, qui est un site historique municipal depuis 2006. Elle fut construite aux environs de 1870 pour Polycarpe Albert, capitaine et charpentier. Elle a aussi servi d’école pendant plusieurs années. L'édifice est considéré comme un exemple de l'architecture néoclassique caraquetoise. La maison est recouverte de bardeaux de cèdres peints en bleu.
Le port comporte deux phares, ou imitations de phare, soit celui de l'hôtel et celui du Carrefour de la mer. Les plans de l'hôtel furent modifiés pour respecter l'architecture locale. Les murs sont recouverts de bardeaux de cèdre. Le phare et le feu de navigation du parc de la plage Foley sont aussi visibles à partir de la promenade.

### Autres

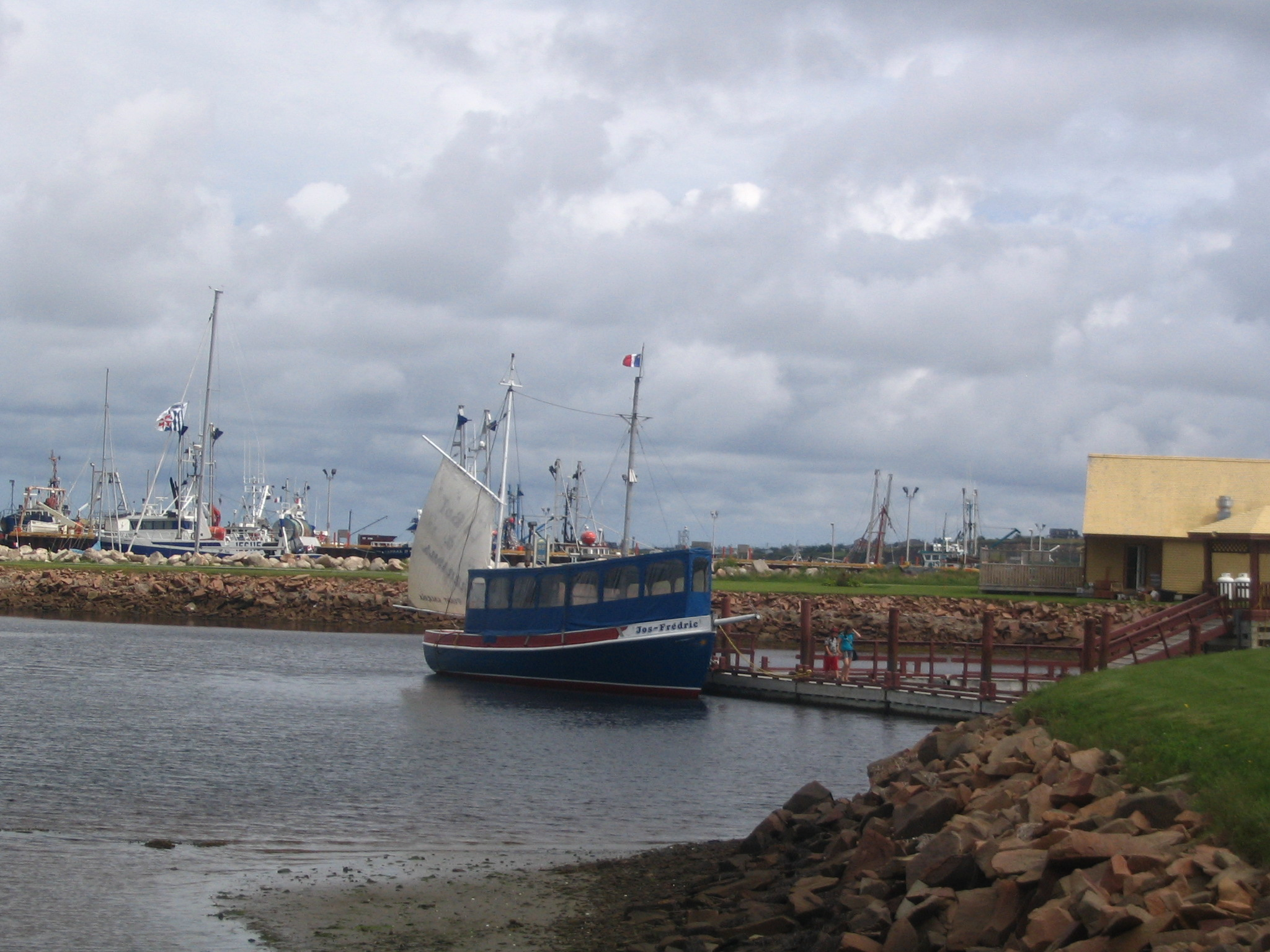
Le Jos-Frederic.
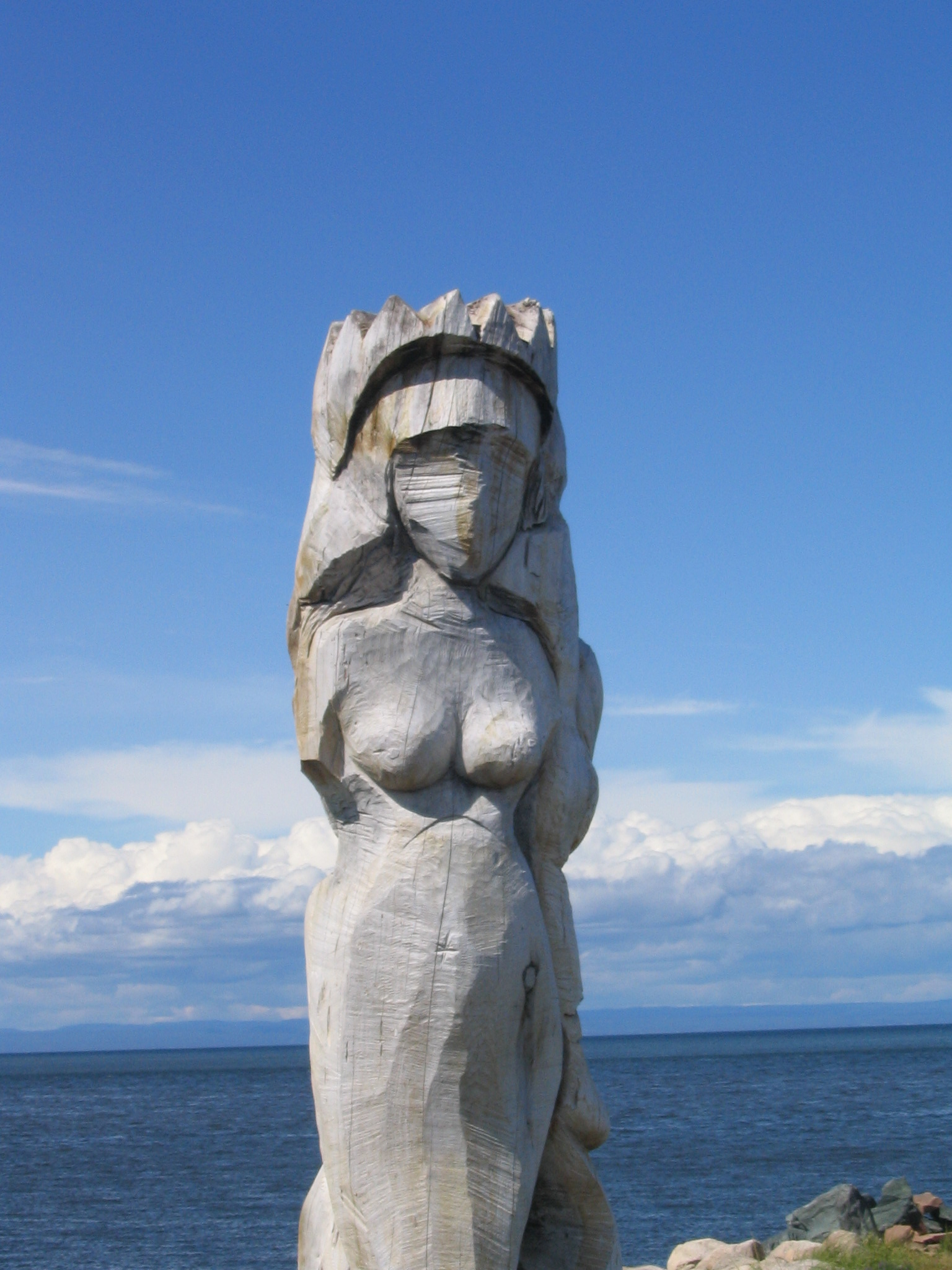
Présage.

Sur l'une des jetées se trouve Présage, une statue de bois haute de près de trois mètres.
Le port comprend le parc Richelieu, où se trouvent des tables de piquenique et des jeux pour enfants. Il est relié par un sentier asphalté au parc Foley.

## Industrie de la pêche

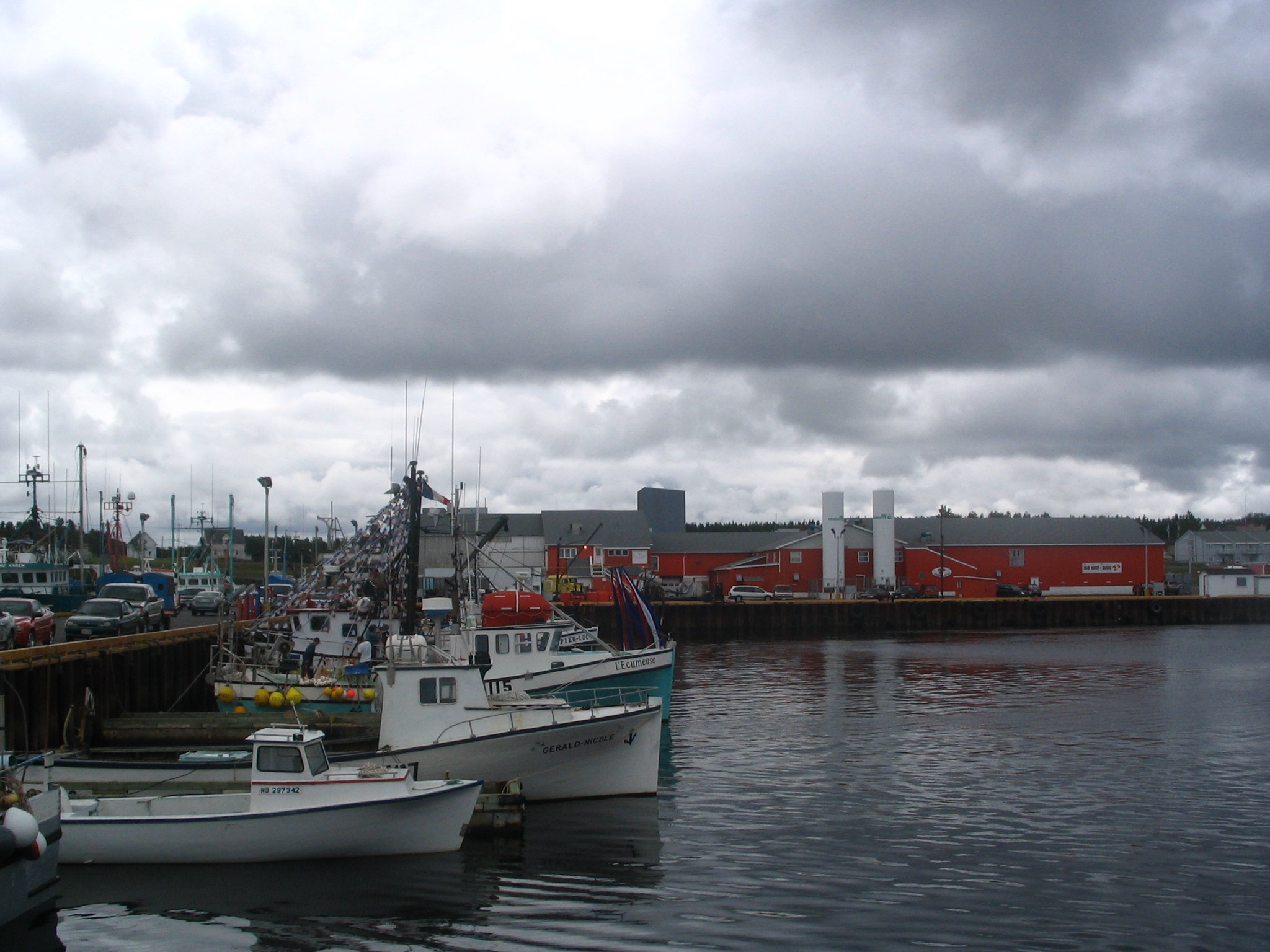
Bateaux pour la pêche côtière et semi-hauturière alignés devant les usines.

Le port de Caraquet est le deuxième dans la province en ce qui concerner l'achalandage et les débarquements.
La pêche occupe 23 % de la main-d'œuvre dans la péninsule acadienne. La région de Caraquet, incluant les ports de Bas-Caraquet, Anse-Bleue et Grande-Anse, comptait, en 1998, 450 pêcheurs et 1295 employés d'usines de transformation. Au début des années 2000, il y avait en moyenne 150 employés dans les industries de fabrication et de réparation de matériel maritime. Seules les régions de Shippagan, des îles de Lamèque et de Miscou comptent plus d'emplois dans le domaine maritime. De plus en plus d'usines de transformation ferment dans la région, en raison de la baisse des stocks de poissons, de l'arrivée de différentes technologies et de la concurrence entre les différentes entreprises. Malgré la baisse de population et les difficultés de l'industrie de la pêche, les Caraquetois ont su préserver la tradition maritime de la ville et réduire l'exode rural.
Le port sert rarement pour le commerce, un bateau y a accosté en 2006 pour embarquer des réservoirs. Les différents bateaux du port servent pour la pêche côtière, semi-hauturière et hauturière. De nombreux bateaux de la région ont la particularité de ne pas être dotés de canot de sauvetage mais bien de capsules de survie, fabriquées par la compagnie Ovatek à Bas-Caraquet. Plusieurs senneurs sont postés au port, dont l'Ocean Leader et l'Apollo III, deux des trois plus importants de la péninsule. Leur vente récente à des intérêts étrangers pourrait faire perdre environ 200 emplois. La flotte de pêche s'élève à environ 75 bateaux mais on y a déjà vu 150 bateaux les jours de fête. Les différentes embarcations mesurent pour la plupart mois de 14 m de long mais certaines sont beaucoup plus grandes,.
Les prises de morue ont baissé dramatiquement et il y a eu plusieurs moratoires contre sa pêche. D'autres poissons ou fruits de mer pêchés à Caraquet incluent la crevette, le homard, le crabe, le maquereau et le hareng.
Les prises de crabe des neiges dans la péninsule acadienne s'élèvent à quelques milliers de tonnes par année. L'industrie fut en crise entre 1984 et 1990, mais reprit son souffle à partir de 1992. Elle a de nouveau souffert au début des années 2000 (voir crise du crabe).
| Année | Prises (en tonnes) |
| ----- | ------------------ |
| 1984  | 18 000             |
| 1990  | 4 300              |
| 1994  | 12 000             |
| 1998  | 5 700              |

La pêche à l'huître se pratique dans la baie de Caraquet depuis les tout débuts de la ville, au XVIIIe siècle. Au début, le produit était exporté à Québec mais le sera vers d'autres villes à partir de 1830. De nos jours, l'ostréiculture est pratiquée dans l'ouest de la baie, dans le quartier Haut-Caraquet. L'Éco-musée de l'Huître y explique l'histoire et les techniques.
Dès 1828, certains craignent la disparition de la ressource en raison de la surpêche. Des essais d'ensemencements furent effectués dans les années 1850, sans succès. Dans les années 1880, les battures du Gloucester et du Northumberland sont les seules rentables, les autres ayant été surexploitées. La pêche se faisait à l'origine sans réelle réglementation mais, dès 1861, certaines mesures légales sont prises afin de protéger les bancs, dont l'instauration d'un système de baux.
En raison de la baisse des prix, le banc de Caraquet a atteint un pic de production entre 1882 et 1888. Les prises baissèrent jusqu'en 1939 et reprirent jusque dans les années 1950. Ensuite, les prises baissèrent dramatiquement durant les décennies suivantes en raison de la pollution. De 718 tonnes en 1975, elle ne donna que 43 tonnes en 1998. En raison des actions prises pour réduire les sources de pollution, cette activité est moins menacée mais il y a parfois des problèmes, comme un déversement accidentel d'eaux usées en 2007 qui a provoqué l'interdiction temporaire de la pêche à certains endroits,.

## Projets
Durant les dernières années, il y a eu un projet de relier la péninsule acadienne et la Gaspésie par traversier. Au Nouveau-Brunswick, le terminal pourrait être soit à Grande-Anse, soit à Caraquet. En Gaspésie, il pourrait être soit à Paspébiac, soit à Chandler.
L'usine de transformation de poisson Ichiboshi sera bientôt agrandie, un projet de 4 millions de dollars qui créera 250 emplois, en plus des 500 déjà existants. Le projet comprend la construction d'un deuxième étage et le déplacement de la rue du Quai.
Un promoteur ontarien prévoit de reconstruire la ligne Caraquet avec un embranchement qui passera tout près, dans le parc industriel. Il y aurait apparemment un autre embranchement allant dans un port des environs, à Caraquet ou Bas-Caraquet. Les travaux devraient commencer en 2008,.

## Culture

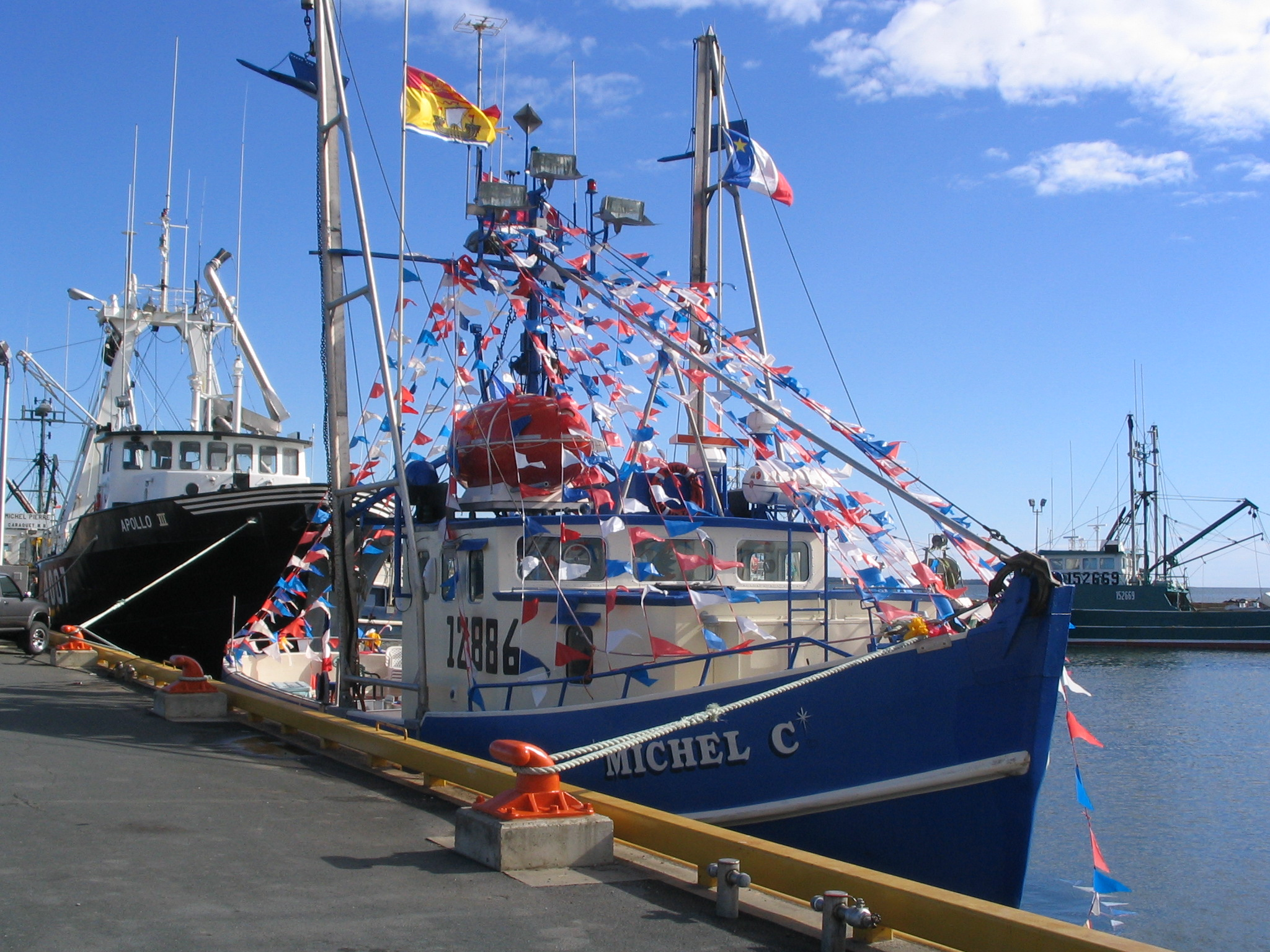
La Bénédiction des bateaux.

Le port est l'un des principaux lieux de tournage de la série télévisée Belle-Baie, diffusée en 2008 à Radio-Canada. L'histoire se déroule dans une ville acadienne fictive du nom de Belle-Baie, située selon la carte à Caraquet, dont le port possède en réalité une usine du nom de Belle-Baie.
Chaque année, la bénédiction des bateaux, l'un des évènements les plus courus du festival acadien de Caraquet, se déroule dans le port. Le curé bénit alors la flotte de pêche. Les pêcheurs invitent ensuite la population et les touristes à embarquer dans leurs bateaux, décorés pour l'occasion, pour faire un tour dans la baie. Cet évènement peut accueillir jusqu'à 5 000 personnes. Les feux d'artifice et les spectacles au Carrefour de la Mer peuvent accueillir quant à eux jusqu'à 20 000 personnes.
Comme dans bien d'autres ports, celui de Caraquet a aussi ses légendes. La plus connue est celle du vaisseau fantôme de la baie des Chaleurs, qui aurait déjà longé la ville à courte distance.
Le groupe de chanson traditionnelle Soldat Louis a composé un morceau sur le port de Caraquet, appelée la Gigue à Caraquet.